# NGC 7477
NGC 7477 ist eine Galaxie vom Hubble-Typ S im Sternbild Fische. Sie ist schätzungsweise 433 Millionen Lichtjahre von der Milchstraße entfernt.
Das Objekt wurde am 9. September 1866 vom deutsch-dänischen Astronomen Heinrich d’Arrest entdeckt.